# Expressionsvektor
Ein Expressionsvektor ist eine Nukleinsäure, die zur Herstellung von RNAs und durch RNA codierte rekombinante Proteine durch Überexpression verwendet wird. Expressionsvektoren gehören zu den Vektoren. Im Gegensatz zu Expressionsvektoren sind Klonierungsvektoren nicht für die Expression von Proteinen geeignet, sondern nur zur Klonierung.

## Eigenschaften
Expressionsvektoren besitzen einen Promotor, damit in einem geeigneten Wirt als Expressionssystem oder durch eine zellfreie Genexpression eine mRNA mit einer proteincodierenden Sequenz erzeugt wird. Aus der mRNA wird im Zuge der Translation ein Protein erzeugt. Darüber hinaus besitzen Expressionsvektoren einen Replikationsursprung für die Replikation der DNA, eine Sequenz zur Selektion des Expressionsvektors (z. B. eine Antibiotikumresistenz, eine Inaktivierung eines toxischen Gens oder eine Auxotrophie) und einen Polylinker, in die die proteincodierende Sequenz des gewünschten Proteins (das Insert) eingefügt wird. Wenn das zu exprimierende Protein selbst für das Expressionssystem toxisch ist, werden induzierbare Promotoren verwendet, die ein Heranwachsen des Wirts bis zur Induktion ermöglicht. Meistens wird die DNA in Form eines Plasmids verwendet. Oftmals wird zusätzlich eine codierende Sequenz für ein Protein-Tag an die proteincodierende Sequenz angefügt, wodurch ein Fusionsprotein entsteht, das sich leichter reinigen und nachweisen lässt. Expressionsvektoren werden oftmals zusätzlich durch Methoden des Vektordesigns verändert. Expressionsvektoren finden auch für die forcierte Expression nicht codierender RNAs Anwendung. Beispiele sind die Untersuchung langer nicht codierender RNAs, die Expression von miRNA, Antisense-RNA und CRISPR-RNA.
Ebenso werden Vektoren mit mehr als einem Promotor eingesetzt. Bei Bakterien können auch Konstrukte mit mehreren Cistrons eingesetzt werden. Bei Eukaryoten können mit einer IRES zwischen zwei proteincodierenden Sequenzen zwei verschiedene Proteine parallel erzeugt werden, wobei die Ausbeute des Proteins mit der proteincodierenden Sequenz nach der IRES meist geringer ist.

## Bakterielle Expressionsvektoren

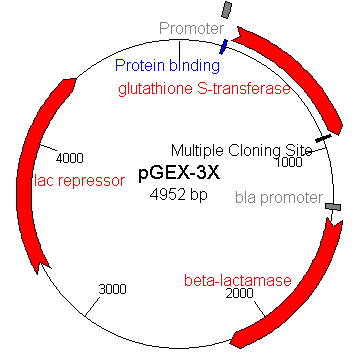
pGex-Plasmid für Bakterien

Die kostengünstigste Form der Proteinexpression erfolgt in Prokaryonten. Allerdings können nicht alle eukaryotischen Proteine durch Bakterien in ihrem nativen Zustand erzeugt werden, wodurch die biologische Aktivität herabgesetzt wird oder unerwünschte Einschlusskörperchen entstehen können, die sich negativ auf die Ausbeute bei der Proteinreinigung auswirken. Als Wirte werden meist Escherichia coli, Bacillus subtilis oder seltener auch Ralstonia eutropha eingesetzt. Neben Plasmiden werden auch Bacterial Artificial Chromosomes verwendet.
Bakterielle Expressionsvektoren besitzen oftmals einen Promotor, der aus dem lac-Operon (dann meist die lacUV5-Mutante ohne Katabolitrepression) oder aus dem Bakteriophagen T7 (z. B. der pET-Vektor) stammen. Plasmide des Typs pQE verwenden einen T5-Promotor mit einer geringeren Basalexpression, die sich besser für wirtstoxische Proteine eignen. Weiterhin werden Teile des Arabinose-sensitiven Promotors araBAD oder des Rhamnose-sensitiven Promotors rhaBAD zur Steuerung der Induktion der Genexpression verwendet. Ebenso werden aus verschiedenen Ursprüngen zusammengesetzte Promotoren verwendet, wie der Tac-Promotor aus dem trp- und dem lac-Promotor, beispielsweise beim pGex-Vektor. Als Replikationsursprung von Plasmiden werden meistens solche mit niedriger Plasmidkopienzahl verwendet. Eine hohe Plasmidkopienzahl führt zu hoher Genexpression, allerdings auch zu höherer Toxizität toxischer Proteine.
Sofern das zu exprimierende Protein Disulfidbrücken aufweist, ist eine Signalsequenz zur Sekretion ins Periplasma erforderlich, weil das Cytosol reduzierend wirkt und eine Ausbildung von Disulfidbrücken verhindert. Dabei wird meistens eine Protease-Schnittstelle zwischen Signalsequenz und gewünschtem Protein eingefügt, wodurch die Signalsequenz nach oder während der Reinigung des Proteins abgespalten wird, um ein möglichst natives Protein zu erhalten.
Es können in einem Wirt auch mehrere Proteine parallel erzeugt werden, sofern Plasmide mit unterschiedlichen Selektionsmechanismen verwendet und unterschiedlichen Replikationsursprüngen werden, da bei gleichem Selektionsmechanismus oder gleichen Replikationsursprüngen oftmals nur ein Typ vom Wirt behalten wird.

## Eukaryotische Expressionsvektoren

Ti-Plasmid für Pflanzen

Die kostengünstigste Expression in Eukaryoten wird in Hefen durchgeführt wie Saccharomyces cerevisiae oder Komagataella phaffii (früher als Pichia pastoris bezeichnet, als Vektor z. B. pIC), die eine Glykosylierung der Proteine durchführen können. Sofern menschenähnlichere Glykosylierungsmuster erforderlich sind, wird eine Überexpression in Insektenzellkultur mit Baculovirus-Vektoren oder in Säuger-Zellkulturen durchgeführt. Als Vektoren werden Plasmide, Yeast Artificial Chromosomes (in Hefen), Mammalian Artificial Chromosomes (in Säugerzellen) oder virale Vektoren verwendet. Plasmide zur Verwendung in Eukaryoten besitzen zwar ein eukaryotisches Operon, aber zur kostengünstigen Vermehrung in Bakterien einen bakteriellen Replikationsursprung. Aufgrund fehlender eukaryotischer Replikationsursprünge werden Plasmide in Eukaryoten nicht repliziert, wodurch die Dauer der Expression des Proteins wegen des Abbaus der Plasmide begrenzt ist (transiente Expression).
In Säugerzellen wird oftmals ein CMV-immediate/early-1-Promotor, ein CAG-Promotor, ein EF1α-Promotor oder ein SV40-Promotor verwendet, seltener auch der Hühner-β-Aktin-Promotor sowie Hybride aus mehreren Promotoren. Die Genexpression unter der Kontrolle des CMV-Promotors kann sich zwischen verschiedenen Zelllinien stark unterscheiden, im Gegensatz zum EF1A- oder CAGG-Promotor und in geringerer Ausbeute auch der SV40-Promotor. Nachfolgend auf die proteincodierende Sequenz wird eine Poly-A-Sequenz (z. B. aus dem Gen des Rinder-Somatotropins bGH oder aus dem SV40-Virus) verwendet, wodurch der Abbau der mRNA verlangsamt wird.
In Pflanzen wird oftmals das Ti-Plasmid verwendet, oder ein viraler Vektor basierend auf dem Tabakmosaikvirus (TMV), dem Potato-Virus X oder dem Cowpea-Mosaic-Virus.

## Verwendung
Expressionsvektoren werden zur Produktion von rekombinanten Proteinen eingesetzt, so in der biochemischen und molekularbiologischen Forschung oder in der biotechnologisch-industriellen Produktion. Die gereinigten Proteine sind u. a. wichtig für die Generierung von Antikörpern, sowie die Aufklärung ihrer dreidimensionalen Struktur, ihrer Interaktion mit Nukleinsäuren oder anderen Proteinen und ihrer Enzymaktivität. Expressionsvektoren werden aber auch eingesetzt um die Funktion eines Proteins, etwa als Membranrezeptor, als Transporter oder als Bestandteil eines Ionenkanals zu untersuchen. Neben dem Ziel große Mengen eines Proteins zu erzeugen, wird zudem in Eukaryonten häufig die Cotransfektion verschiedener Vektoren angewandt, etwa bei der Reportergenanalyse oder bei Untersuchungen der Aufklärung der Colokalistion fluoreszierender Fusionsproteine. Ebenso werden sie verwendet, um dauerhaft transgene Organismen zu erzeugen, beim Menschen zur Gentherapie. Viele Pharmazeutika wie Somatropin, Erythropoetin, rekombinante Antikörper und Enzyme werden mittels Expressionsvektoren erzeugt. Dies gilt auch zunehmend für RNAs wie die Pfizer-BioNTech COVID-19 Vaccine.